# Onoreidium ohausi
Onoreidium ohausi là một loài bọ cánh cứng trong họ Bọ hung (Scarabaeidae).